# Eduard Iszaakovics Dubinszkij
Eduard Iszaakovics Dubinszkij (ukránul: Едуард Ісаакович Дубинський, oroszul: Эдуард Исаакович Дубинский; Harkov, 1935. április 6. – Moszkva, 1969. május 11.) ukrán labdarúgó.
A szovjet válogatott tagjaként részt vett az 1962-es világbajnokságon és az 1964-es Európa-bajnokságon.

## Sikerei, díjai
CSZKA Moszkva
- Szovjet kupa (1): 1955

Szovjetunió
- Európa-bajnoki döntős (1): 1964